# Beneš-Mráz Be-60 Bestiola
Beneš-Mráz Be-60 Bestiola byl lehký sportovní, turistický a víceúčelový letoun vyráběný v Československu v 30. letech 20. století byl učen pro aerokluby a letecké školy. Byl to první projekt od 1. dubna 1935 nově založené továrny Ing. P. Beneš, ing. J. Mráz, továrna na letadla Choceň.

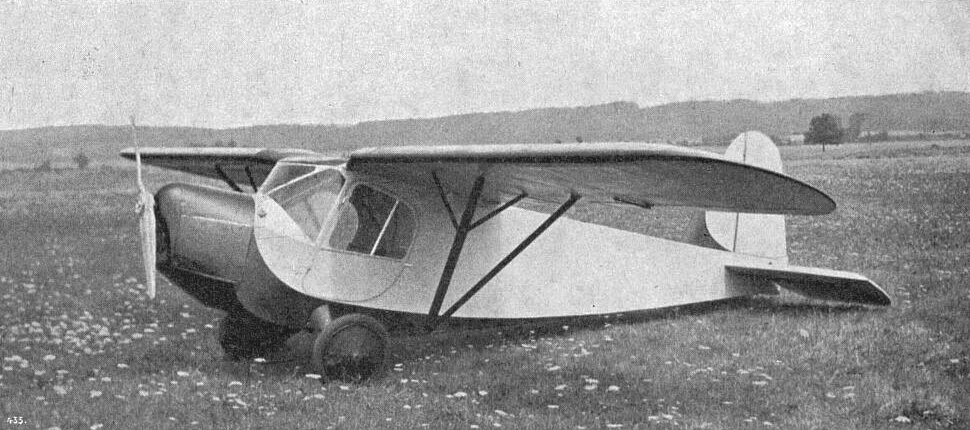
Beneš-Mráz Be-60 Bestiola, prototyp s motorem Walter Mikron I (1935)

## Vznik a vývoj
Typ vznikl jako první konstrukce nově vzniklé letecké továrny Beneš-Mráz v Chocni.:s.194 Ing. Pavel Beneš počátkem roku 1935 odešel z továrny Praga (předtím ještě byl konstruktérem v Avii) a společně s ing. Jaroslavem Mrázem, který podnikal v opravách parních lokomotiv a ve výrobě chladicích zařízení, založili v dubnu 1935 novou firmu v Chocni, jejíž hlavní náplní se stala výroba sportovních letadel. Za Pavlem Benešem přišli z Avie Letňany konstruktéři ing. Zdeněk Rublič a ing. Jan Kryšpín. Společně začali připravovat stavbu letounu navrženého ing. Pavlem Benešem, Beneš-Mráz Be-60 Bestiola.
První prototyp poprvé vzlétl 10. července 1935 pilotován továrním zkušebním pilotem Josefem Koukalem:s.194 Zkušební lety odhalily menší nedostatky. Letoun měl špatnou stoupavost a byl "těžký na hlavu". Upravený prototyp s prodlouženým trupem a širším rozpětím křídla byl opětovně zalétán 13. srpna 1935. Takto upravený letoun úspěšně prošel 29. srpna 1935 úřední zkouškou Ministerstva veřejných prací (MVP) a 13. září 1935 byl zanesen do leteckého rejstříku s imatrikulací OK-BEA. Druhý, 3. října 1935 dokončený, prototyp (OK-BEC, imatrikulován 9. října 1935) již zcela odpovídal později vyráběným sériovým strojům. Letoun absolvoval zkoušky ve Vojenském technickém a zkušebním ústavu (VTLÚ) a na jejich základě byla ještě navržena záměna zahraničních přístrojů tuzemskými. Ministerstvo národní obrany (MNO) si na to objednalo sérii 20 strojů.

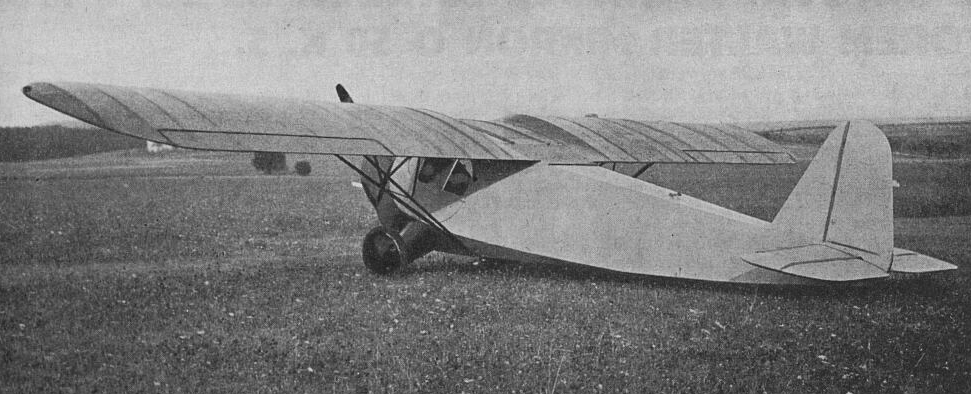
Beneš-Mráz Be-60 Bestiola, prototyp s motorem Walter Mikron I (zezadu)

MVP v roce 1935 převzalo první 3 vyrobené stroje (1-3) a MNO od července do září 1936 zbývajících 19 letadel (4-22). Letouny převzaté MNO létaly s imatrikulacemi udělenými od července do prosince 1936. Všechny letouny byly poskytnuty československým aeroklubům (9 v Čechách, 6 na Moravě a 3 na Slovensku) a pobočkám Masarykovy letecké ligy (Košice, Užhorod) pro výcvik pilotů. Poslední vyrobený stroj s imatrikulací OK-BEM sloužil v továrně Beneš-Mráz.
Celkem bylo vyrobeno 23 letounů Be-60.
Typ měl být následován plánovanými verzemi Be-62 s motorem Walter Minor 4, a Be-64 s motorem Pobjoy R,:s.195 ale k jejich stavbě nedošlo, vzhledem k tomu, že přednost dostal vývoj dolnoplošníků, zahájený typem Be-50 Beta-Minor.

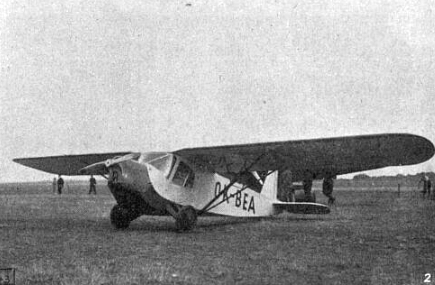
Beneš-Mráz Be-60 Bestiola na Národním letu RČs. (Letectví, září 1935

## Popis letounu
Jednalo se o celodřevěný, mírně "zavalitý", jednomotorový hornoplošník (mimo částí křídla a kormidel potažených plátnem):s.194 s uzavřeným prostorem osádky pro dvě osoby sedící vedle sebe, dozadu sklopnými křídly:s.194 vyztuženými ocelovými vzpěrami a s pevným samonosným podvozkem ostruhového typu. Ostruha byla otočná kolem svislé osy. Robustní podvozek s rozchodem kol 1,9 m byl řešen tak, aby při eventuální nehodě trup zůstal nepoškozen a aby letadlo na něj bezpečně dosedlo.
Dřevěná kostra čtyřhranného trupu byla v přední části kryta hliníkovými (dural) plechy a zbytek trupu byl potažen překližkou. Dřevěné křídlo bylo tvořeno skříňovými podélníky a mřížovými žebry zčásti potažené plátnem a zčásti kryto dýhou. Křidélka byla ovládána lany a táhly. Díky vyztužení vzpěrami bylo křídlo sklopné podle vertikální osy vytvořené závěsem zadního podélníku a závěsem vzpěr z profilových ocelových trubek. Zavěšeno bylo na horní straně trupu. Po sklopení křídla, v době nepřesahují 1 minutu, se šířka letounu zmenšila na 3,2 m. Ocasní plochy byly potaženy plátnem, výškové kormidlo bylo ovládáno lany. Vodorovná ocasní plocha byla samonosná, vcelku s trupem.
Provedení větrané kabiny s polohovatelnými opěradly sedadel a zdvojeným řízením (s jedinou rozvidlenou řídící pákou – kniplem a společnou přístrojovou deskou) umožňovalo dostatečný výhled obou členů posádky vpřed (předním průhledným štítem) i na obě strany průhlednou částí obou dvířek. Po stažení okének byl umožněn výhled vzad i směrem dolů pod letoun.
Pohonnou jednotku prototypů představoval čtyřválcový invertní motor Walter Mikron I o výkonu 45–50 k (33–37 kW).:s.194 V sériové výrobě pak byla použita silnější verze motoru Walter Mikron 4-II o výkonu 60–65 k (44–48 kW) s převrtanými válci a zvýšeným kompresním poměrem. Motorový kryt byl vyroben z duralového plechu, jehož odklopitelné části umožňovaly snadný přístup k součástem motoru. Palivová nádrž o objemu 46 l benzínu byla umístěna v trupu za protipožární stěnou. Olejová nádržka o objemu 5 l byla umístěna pod motorem na přední přepážce trupu. Spotřeba benzínu činila 7 kg/100 km.

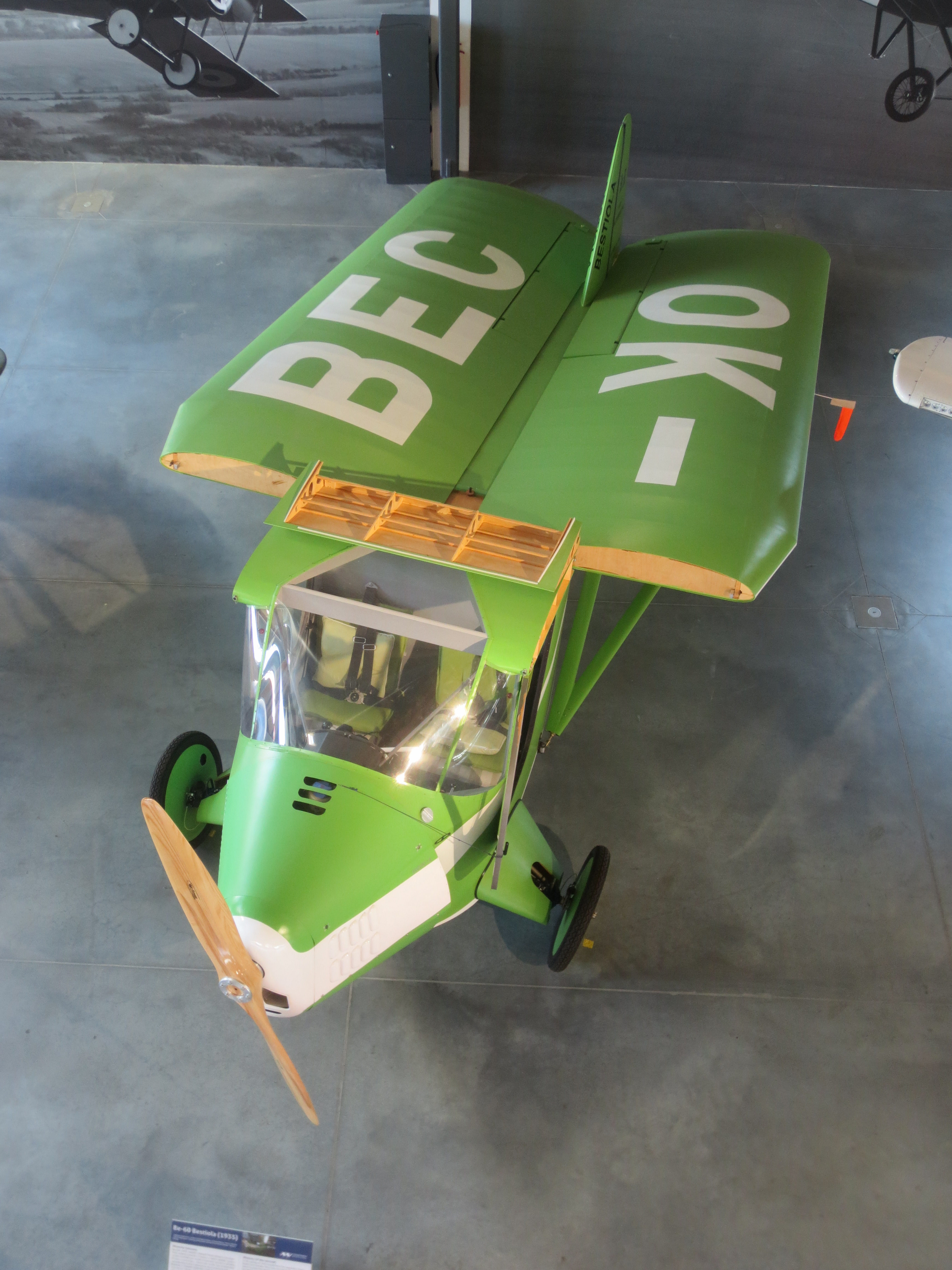
Replika Be-60 se složenými křídly, exponát v Leteckém muzeu Metoděje Vlacha v Mladé Boleslavi

## Použití
Již v září 1935 se první vyrobený letoun OK-BEA zúčastnil Národního letu Republiky Československé a posádka F. Kládek - dr. Rückl, v něm dosáhla šestého místa. Pilot F. Kládek z Aeroklubu RČs. za svůj výkon získal věcné ceny, skleněný pohár města Bratislavy a věcnou cenu fy. Walter pro nejlepší letce s motorem Walter.
A 11. října 1935 odstartovala Bestiola k propagačnímu letu do Jugoslávie, ale přes bez sebemenšího problému za letu a přes úspěšný průběh ukázek se nepodařilo získat nějaké objednávky.:s.195 Na jaře 1936 bylo letadlo vystaveno společně s dalšími choceňskými resp. československými typy na jarním veletrhu v expozici Aeroklubu RČs., který se konal od 8. do 15. března v Praze na výstavišti a výstavu navštívilo přes 90 000 lidí mezi nimiž nechyběl ani prezident republiky dr. Edvard Beneš s chotí.
Letadlo Be-60 Bestiola dosáhlo pozoruhodných výkonů, které je řadí mezi nejzdařilejší hornokřídlé jednoplošníky se slabším motorem. Dosahovalo rychlosti 145—150 km za hodinu, mělo poměrně krátký rozběh a krátce přistávalo. Jeho vlastnosti v letu byly hodnoceny jako vesměs příznivé, takže došlo značné obliby v jednotlivých aeroklubech.
Během částečné mobilizace v květnu a úplné v září 1938 převzalo 18 letounů československé letectvo a letouny byly zařazeny v kurýrních letkách. Stroje nenesly žádnou výzbroj. Po zániku Česko-Slovenska 15. března 1939 zůstaly 3 letouny na Slovensku a 15 jich měla ve stavu Luftwaffe pro výcvik v leteckých školách.
V roce 2016 byla postavena ing. Petrem Taxem létající replika tohoto letounu s motorem Suzuki. Letoun létá s původní imatrikulací OK-BEC a je trvale vystaven v mladoboleslavském Leteckém muzeu Metoděje Vlacha.

## Uživatelé
- Československo

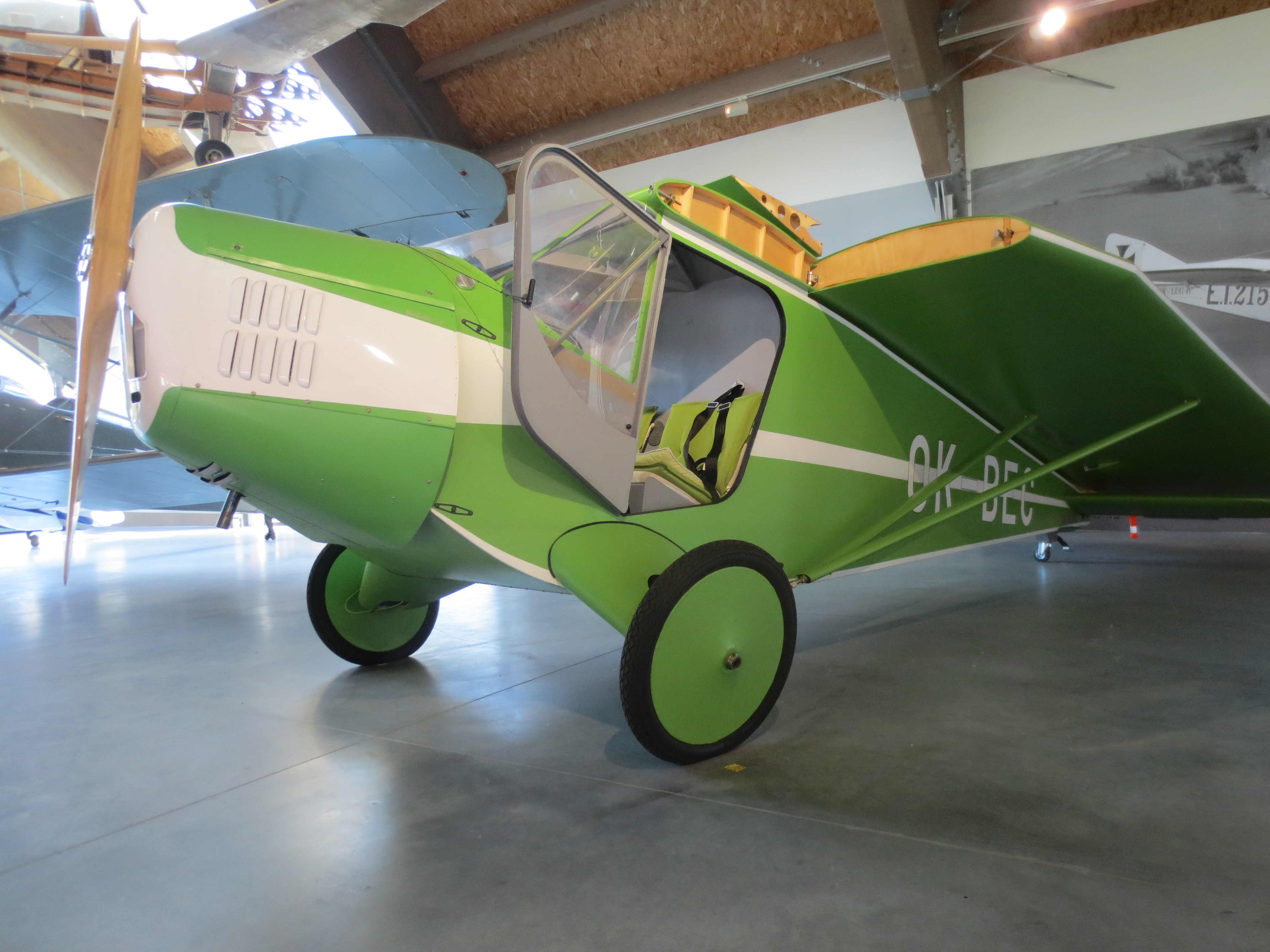
Replika letounu Beneš-Mráz Be-60 Bestiola

  - Aeroklub Republiky Československé
  - Masarykova letecká liga
  - Beneš-Mráz
  - Československé letectvo
- Slovensko
- Německá říše
  - Luftwaffe

## Specifikace

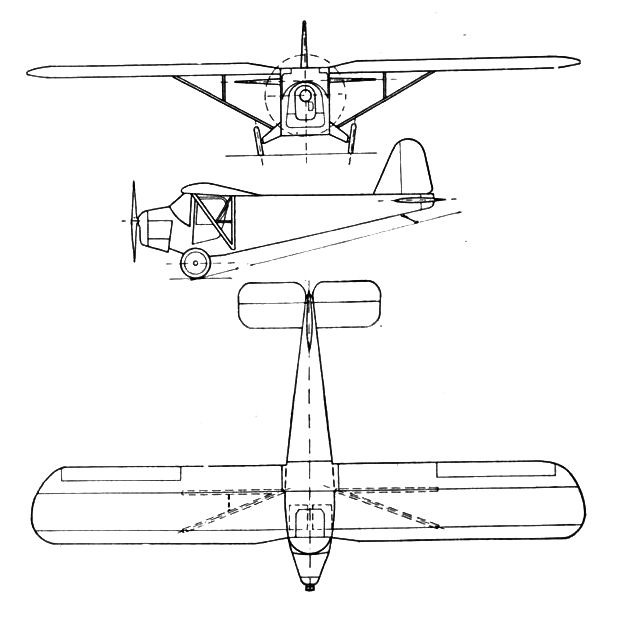
Třípohledový nákres Be-60 z L'Aérophile, červen 1936

Údaje podle

### Technické údaje
- Posádka: 1
- Kapacita: 1 cestující
- Rozpětí: 11,25 m
- Délka: 6,25 m
- Výška: 1,81 m
- Nosná plocha: 15,33 m2
- Plošné zatížení křídla: 34,25 kg/m2
- Prázdná hmotnost: 300 kg
- Max. vzletová hmotnost: 525 kg
- Pohonná jednotka: 1 × vzduchem chlazený invertní čtyřválcový řadový motor Walter Mikron 4-II
  - jmenovitý, nominální výkon: 44,2 kW / 60 k při 2600 ot/min
  - maximální, vzletový výkon: 47,8 kW / 65 k při 2800 ot/min
- Vrtule: dvoulistá dřevěná

### Výkony
- Maximální rychlost: 150 km/h
- Cestovní rychlost: 125 km/h
- Přistávací rychlost: 55 km/h
- Délka rozjezdu: 90 m
- Délka dojezdu: 60 m
- Dolet: 470 km
- Dostup: 3 400 m
- Stoupavost: do 1000 m 9 min, do 2 000 m za 21 min